# Акім Аліу
Акім Аліу (англ. Akim Aliu, нар. 24 квітня 1989, Окене, Нігерія) — канадський хокеїст нігерійсько-українського походження, крайній нападник клубу АХЛ «Сан-Хосе Барракуда».

## Біографія
Акім Аліу народився в Окене (Нігерія), проте частину дитинства провів у Києві. Його батько — нігерієць — Тай Аліу, приїхав в Україну на навчання, де познайомився з українкою Ларисою. Несприятлива економічна ситуація в країні після розпаду Радянського Союзу змусила батьків Акіма емігрувати до Канади, коли Акіму було сім років. Акім вважає себе канадським українцем і засвідчує, що він та його сім'я живуть відповідно до української культури, і спілкується українською мовою зі своєю сім'єю. Також Акім стверджував, що з радістю зіграє за збірну України, якщо буде запрошеним до її складу.
Коли Акім приїхав до Канади, він не володів англійською мовою й ніколи не грав у хокей. Його перша пара ковзанів була придбана на барахолці в Торонто. У нього досить швидко проявився талант гри у хокей, чим і зацікавив місцеві клуби й через декілька років був запрошений до хокейної ліги Онтаріо.

## Ігрова кар'єра

### Юніорська
Свою ігрову кар'єру Акім Аліу розпочав у 2005 році в клубі «Віндзор Спітфайрс», який виступає в хокейній лізі Онтаріо, де в перший сезон зіткнувся з дідівщиною. Під час однієї з подорожей новачки повинні були їхати всю дорогу голими в туалеті автобуса. Акіму ця ідея не сподобалась і він категорично відмовився. Через декілька днів на тренуванні капітан команди Стів Дауні вдарив Акіма й вибив йому три зуби. Після надання медичної допомоги Акім Аліу дав йому відсіч, за що команда була оштрафована на 40 000 доларів, а хокеїстів вигнали з команди.
Після інциденту перейшов до іншого клубу ліги Онтаріо «Садбері Вулвс», де виступав до 2007 року. В 2007 році Акім був обраний на драфті НХЛ під 56-м загальним номером клубом «Чикаго Блекгокс», опустившись у другий раунд через скандал у «Віндзорі». 1 липня підписав контракт з «Лондон Найтс», де провів свій найкращий сезон 2007/2008, набрав 61 очко (28 + 33) по системі гол + пас в 60 матчах. Так само в цьому сезоні грав 2 зустрічі в американській лізі за «Рокфорд АйсГогс». В середині сезону 2008/2009 був проданий назад в «Садбері».

### Професійна
Свій перший професійний контракт Акім Аліу підписав 25 серпня 2008 року з «Чикаго Блекгокс» строком на три роки. До середини сезону 2009/2010 Акім виступав у АХЛ за «Чикаго Вулвс», наприкінці сезону був відправлений у фарм-клуб «Толедо Воллей», щоб допомогти команді в плей-оф. 23 червня 2010 року в результаті великого обміну опинився в «Атланті Трешерс» разом з Брентом Сопелом, Дастіном Бафліним і Беном Ігером, натомість «Чикаго» отримали Марті Різонера, Джеремі Моріна, Джо Кребба і права вибору в першому раунді драфта НХЛ.
Більшу частину сезону 2010/2011 провів в «Чикаго Вулвс». Через травмовану кисть руки під час бійки в барі пропустив частину сезону, після цього грав у фарм-клубі «Гвіннет Гладіаторс». Після Нового Року на правах оренди виступав у АХЛ за «Пеорію Рівермен». У сезоні 2011/2012 клуб перебрався до Канади, до Вінніпега і змінив назву на «Вінніпег Джетс». Нове керівництво не побачило в Акімі перспективу, й відправило його виступати за клуб «Колорадо Іглс». У грудні він був переданий в оренду в австрійський клуб «Ред Булл» Зальцбург, де взяв участь у Європейському кубку — Євротрофі й став його володарем. За «Ред Булл» зіграв 3 зустрічі, закинув одну шайбу.
Акім Аліу зустрічався з генеральним менеджером «Калгарі Флеймс» Джеймом Фостером і переконав його, що він заслужив ще одну можливість. Оскільки права на Аліу були у «Вінніпега», він на правах оренди перейшов у фарм-клуб «Калгарі» — «Абботсфорд Гіт». Зіграв досить добре, 30 січня 2012 року «Калгарі» обміняли захисника Джона Негріна на Акіма Аліу. В кінці сезону 2011/2012 його було включено в основний склад «Калгарі». 5 квітня 2012 року він зіграв перший матч у НХЛ проти «Ванкувер Канакс». В першому ж матчі віддав результативну передачу. В наступній зустрічі 7 квітня в матчі проти «Анагайм Дакс» набрав три очки й став першою зіркою матчу. Також у цій зустрічі відзначився Антон Бабчук, який теж з Києва, і був здивований, що вони з Акімом з одного міста. Після гри Акім Аліу в інтерв'ю визнав, що його важка праця і старання протягом трьох попередніх років допомогли йому змінити його життя і кар'єру на краще. 5 липня Акім Аліу підписав новий однорічний контракт із «Калгарі Флеймс».
6 листопада 2015 Акім підписав контракт з російським «Амуром» з Хабаровська до кінця сезону 2015/2016.
2016 року повернувся до Канади, де продовжив виступи у другорядних лігах. З 2016 року грає за клуб АХЛ «Клівленд Монстерс».
Наразі провів 7 матчів у НХЛ.

## Статистика
| Сезон        | Клуб                   | Ліга         | Регулярний сезон | Регулярний сезон | Регулярний сезон | Регулярний сезон | Регулярний сезон | Playoffs | Playoffs | Playoffs | Playoffs | Playoffs |
| Сезон        | Клуб                   | Ліга         | І                | Г                | П                | О                | ШХ               | І        | Г        | П        | О        | ШХ       |
| ------------ | ---------------------- | ------------ | ---------------- | ---------------- | ---------------- | ---------------- | ---------------- | -------- | -------- | -------- | -------- | -------- |
| 2004–05      | «Мілтон Айсгокс»       | МХЛО         | 2                | 0                | 2                | 2                | 0                | —        | —        | —        | —        | —        |
| 2005–06      | «Вінсор Спітфайрс»     | ХЛО          | 18               | 3                | 4                | 7                | 25               | —        | —        | —        | —        | —        |
| 2005–06      | «Садбері Вулвс»        | ХЛО          | 29               | 7                | 6                | 13               | 54               | 6        | 0        | 1        | 1        | 7        |
| 2006–07      | «Садбері Вулвс»        | ХЛО          | 53               | 20               | 22               | 42               | 104              | 21       | 1        | 5        | 6        | 50       |
| 2007–08      | «Лондон Найтс»         | ХЛО          | 60               | 28               | 33               | 61               | 133              | 5        | 2        | 1        | 3        | 15       |
| 2007–08      | «Рокфорд АйсГогс»      | АХЛ          | 2                | 0                | 0                | 0                | 2                | —        | —        | —        | —        | —        |
| 2008–09      | «Лондон Найтс»         | ХЛО          | 16               | 8                | 10               | 18               | 30               | —        | —        | —        | —        | —        |
| 2008–09      | «Садбері Вулвс»        | ХЛО          | 29               | 10               | 16               | 26               | 61               | 6        | 2        | 1        | 3        | 14       |
| 2008–09      | «Рокфорд АйсГогс»      | АХЛ          | 5                | 2                | 0                | 2                | 14               | 1        | 1        | 0        | 1        | 0        |
| 2009–10      | «Рокфорд АйсГогс»      | АХЛ          | 48               | 11               | 6                | 17               | 69               | —        | —        | —        | —        | —        |
| 2009–10      | «Толедо Воллей»        | ХЛСУ         | 13               | 5                | 9                | 14               | 18               | 2        | 1        | 1        | 2        | 16       |
| 2010–11      | «Чикаго Вулвс»         | АХЛ          | 43               | 4                | 5                | 9                | 53               | —        | —        | —        | —        | —        |
| 2010–11      | «Гвіннет Гладіаторс»   | ХЛСУ         | 16               | 12               | 8                | 20               | 22               | —        | —        | —        | —        | —        |
| 2010–11      | «Преорія Рівермен»     | АХЛ          | 16               | 5                | 4                | 9                | 20               | 2        | 1        | 0        | 1        | 6        |
| 2011–12      | «Колорадо Іглс»        | ХЛСУ         | 10               | 2                | 4                | 6                | 28               | —        | —        | —        | —        | —        |
| 2011–12      | «Абботсфорд Гіт»       | АХЛ          | 42               | 10               | 4                | 14               | 59               | 5        | 0        | 1        | 1        | 28       |
| 2011–12      | «Калгарі Флеймс»       | НХЛ          | 2                | 2                | 1                | 3                | 12               | —        | —        | —        | —        | —        |
| 2012–13      | «Абботсфорд Гіт»       | АХЛ          | 42               | 4                | 7                | 11               | 111              | —        | —        | —        | —        | —        |
| 2012–13      | «Калгарі Флеймс»       | НХЛ          | 5                | 0                | 0                | 0                | 14               | —        | —        | —        | —        | —        |
| 2013–14      | «Гамільтон Бульдогс»   | АХЛ          | 14               | 3                | 1                | 4                | 18               | —        | —        | —        | —        | —        |
| 2013–14      | «Гартфорд Вулф Пек»    | АХЛ          | 9                | 1                | 0                | 1                | 7                | —        | —        | —        | —        | —        |
| 2013–14      | АІК                    | ШХЛ          | 2                | 1                | 0                | 1                | 6                | —        | —        | —        | —        | —        |
| 2014–15      | «Рочестер Американс»   | АХЛ          | 10               | 3                | 1                | 4                | 51               | —        | —        | —        | —        | —        |
| 2014–15      | «Бейкерсфілд Кондорс»  | ХЛСУ         | 15               | 2                | 7                | 9                | 24               | —        | —        | —        | —        | —        |
| 2014–15      | «Оклахома-Сіті Беронс» | АХЛ          | 1                | 0                | 0                | 0                | 0                | —        | —        | —        | —        | —        |
| 2015–16      | «Амур»                 | КХЛ          | 19               | 2                | 5                | 7                | 52               | —        | —        | —        | —        | —        |
| 2016–17      | «Флорида Еверблейдс»   | ХЛСУ         | 11               | 5                | 6                | 11               | 28               | —        | —        | —        | —        | —        |
| 2016–17      | «Атланта Гладіаторс»   | ХЛСУ         | 2                | 0                | 1                | 1                | 33               | —        | —        | —        | —        | —        |
| 2016–17      | «Клівленд Монстерс»    | АХЛ          | 13               | 3                | 2                | 5                | 19               | —        | —        | —        | —        | —        |
| Усього в НХЛ | Усього в НХЛ           | Усього в НХЛ | 7                | 2                | 1                | 3                | 26               | —        | —        | —        | —        | —        |